# Jarmo
Jarmo o Qalaat Jarmo (àrab: قلعة جرمو, Qalaʿat Jarmū) és un jaciment arqueològic del Neolític al Kurdistan, a la vall de Chemchemal, proper al poble de Chamchamal entre Kirkuk i Sulaymaniyya. Fou excavat per Robert Braidwood entre 1948 i 1955.

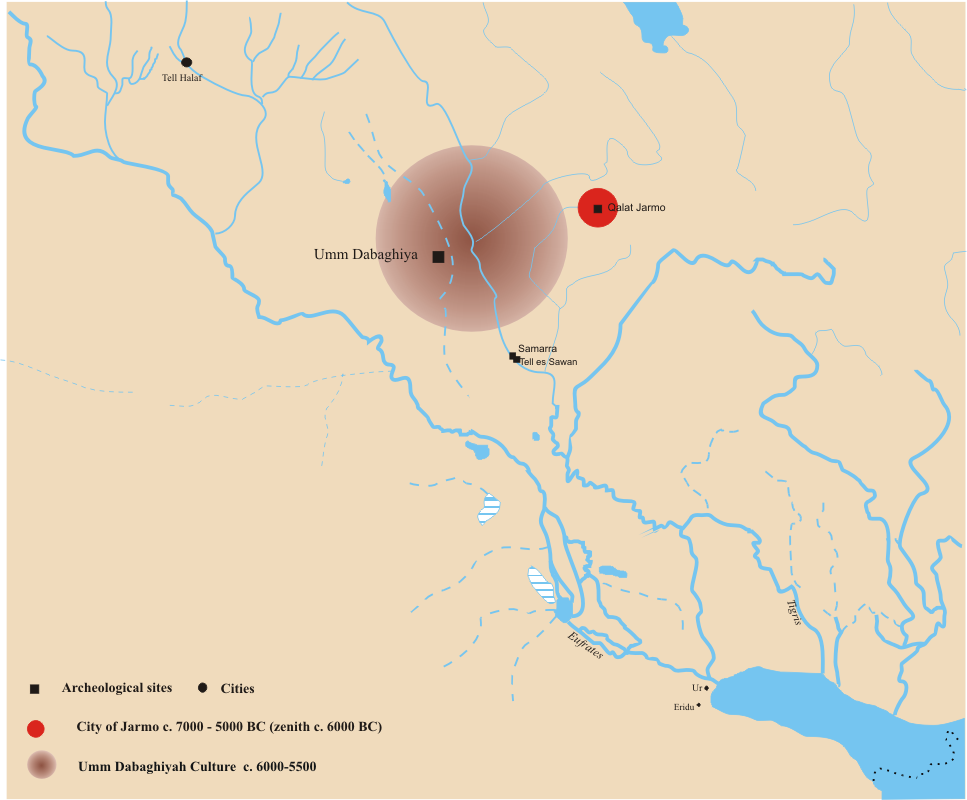
Localització de Jarmo

Era un poble neolític preceràmic B, datat vers el 7000 aC (segons el carboni 14, entre el 7090 i el 6750 aC per als nivells més antics i 4950 aC per als més recents, amb un punt màxim cap al 6000 aC), format per unes 20 o 25 cases de rajoles crues (fang premsat) i cimentació de pedra, de pla simple (habitacions rectangulars), amb una llar cavada generalment al sòl. S'hi desenvolupava activitat agrícola, com demostren els objectes propis del cultiu que s'han trobat i els espais d'emmagatzemament de productes alimentaris. Es calcula que hi vivien 150 persones. Els cultius eren la civada i dos tipus de blat. Als darrers nivells, apareixen restes de cabres, ovelles i porcs, però en els primers nivells els animals trobats podrien no ser domèstics. Es van excavar dotze nivells. Els útils de pedra eren generalment d'obsidiana importada (els jaciments més propers eren a no menys de 400 km). Als darrers estrats, s'han trobat alguns atuells de fang i algunes figuretes, entre les quals la d'una dona embarassada.

## Descobriment i excavació
El lloc va ser originalment descobert pel Directori d'Antiguitats Iraquià el 1940; més endavant, va ser estudiat per l'arqueòleg Robert Braidwood (1907-2003), des de l'Institut Oriental de la Universitat de Chicago. Braidwood estava buscant indrets adequats per investigar els orígens de la Revolució neolítica.[1] Braidwood va treballar com a part del programa Iraq-Jarmo durant tres campanyes, el 1948, 1950-51 i 1954-55; una quarta campanya, prevista el 1958-59, no es va portar a terme pel començament de la Revolució del 14 de Juliol. Durant les excavacions a Jarmo el 1954-55, Braidwood va emprar, per primer cop en el camp, un enfocament multidisciplinari, en un intent de millorar els mètodes de recerca, amb la finalitat de clarificar l'origen de la domesticació de plantes i animals. El seu equip es componia del geòleg Herbert Wright, el paleobotànic Hans Helbaek, d'un expert en ceràmica i datació per carboni, Frederic Mason, un zoòleg, Charles Reed, així com arqueòlegs. Aquest mètode interdisciplinari va ser emprat en endavant en tots els treballs de cap en l'arqueologia. El 2012, un equip de la University College de Londres va començar noves excavacions al lloc.

## L'assentament de Jarmo
Les excavacions van treure a la llum un petit poble, amb una àrea de 12.000 a 16.000 m², que data del 7090 aC, per als nivells més antics, fins al 4950 aC per als més recents. Tot el jaciment es compon de dotze nivells. Jarmo sembla un dels assentaments permanents més antics del Neolític i, aproximadament, d'estil contemporani amb Jericó o a l'etapa neolítica de Shanidar. El punt àlgid, és probable que es donés entre el 6200 i 5800 aC. Aquest petit poblat està format per unes vint-i-cinc cases, amb parets de tova sobre fonaments de pedra i sostres de fang assecats al sol. Aquestes cases van ser reparades o reconstruïdes amb freqüència. En total, unes 150 persones vivien al poble, que era clarament un assentament permanent. En les primeres fases, hi ha una preponderància d'objectes fets de pedra, sílex i obsidiana. L'ús d'aquest últim material, obtingut de la zona del llac Van, a 200 quilòmetres de distància, suggereix que alguna forma de comerç organitzat ja existia, igual que la presència de petxines ornamentals procedents del golf Pèrsic. En els nivells més antics, s'han trobat cistelles impermeabilitzades amb brea, que és fàcilment disponible a la zona.

## Agricultura i ramaderia
L'activitat agrícola queda testimoniada a Jarmo per la presència de falçs de pedra, talladors, bols i altres objectes, per a la recol·lecció, preparació i emmagatzematge d'aliments, i també pels recipients de marbre gravat, trobant-se algunes de les peces de cistelleria més antiga conegudes. En les fases posteriors, s'han trobat instruments fets d'os, especialment eines de perforació, botons i culleres. Altres investigacions han demostrat que els habitants del poblat de Jarmo conreaven blat de dos tipus, espelta, un tipus d'ordi i llenties primitives.
També han pogut ser identificades diferents espècies de plantes silvestres en la dieta dels habitants de Jarmo, com ara pèsols, glans, llavors de garrofer, festuc i blat silvestre. Hi ha proves que havien domesticat cabres, ovelles i gossos. En els estrats més moderns, s'han trobat porcs, juntament amb la primera evidència de la ceràmica.

## Ceràmica i religió
Com en altres cultures d'aquest període del Pròxim Orient, a Jarmo s'han trobat vasos de pedra en tots els nivells d'ocupació; aquest fet no és tan sorprenent com la gran abundància i gran qualitat d'acabats de les produccions. Un altre tret singular és que aquest tipus de producció coexisteix en la producció d'un tipus fins ara desconegut de ceràmica, que està feta a mà, sense torn, de disseny senzill i amb costats gruixuts, i es tractava amb un desengreixant vegetal. Jarmo és un dels jaciments més antics on s'ha trobat ceràmica, i n'ha aparegut des dels més antics nivells de l'excavació, que es remunten al seté mil·lenni abans de Crist.
Juntament amb diferents utensilis, hi ha figuretes de fang en tots els nivells del jaciment. Són abundants les figures zoomorfes i antropomorfes, tant masculines com femenines, aquestes últimes revesteixen un especial interès, ja que pel fet que algunes representin dones embarassades podrien ser dees de la fertilitat, de manera similar a la dea mare de les cultures neolítiques posteriors de la mateixa regió.